# Moshi
Moshi is een stad in Tanzania met een inwonersaantal van 185.000. De bevolking bestaat voornamelijk uit Wachagga. De stad heeft twee belangrijke wegen gelegen rond de centraalgelegen klokkentoren: een naar Tanga en Dar es Salaam en een naar Arusha.
Moshi is sinds 1953 de zetel van een rooms-katholiek bisdom.

## Toerisme
Moshi wordt door toeristen gebruikt als uitvalsbasis wanneer ze de Kilimanjaro beklimmen. Vaak werd Moshi overgeslagen door de toeristische organisaties omdat gekozen wordt voor het dichtbijgelegen Arusha, maar sinds het begin van de jaren 2000 groeit het toerisme ook in deze regio vanwege de Kilimanjaro Marathon die hier jaarlijks wordt gehouden.

## Galerij

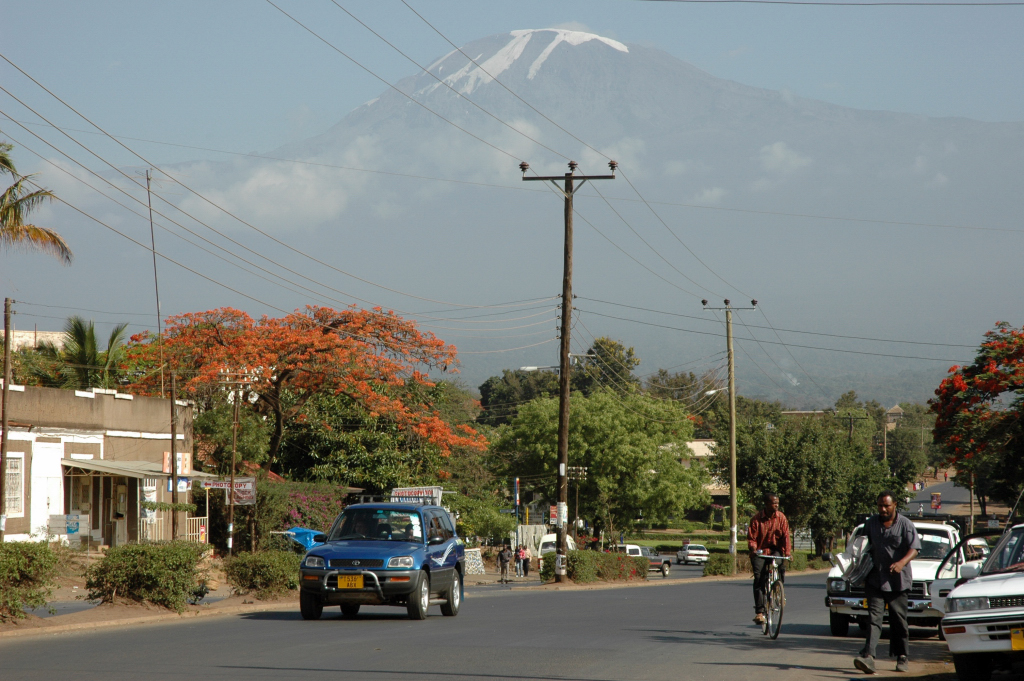
Moshi met uitzicht op de Kilimanjaro
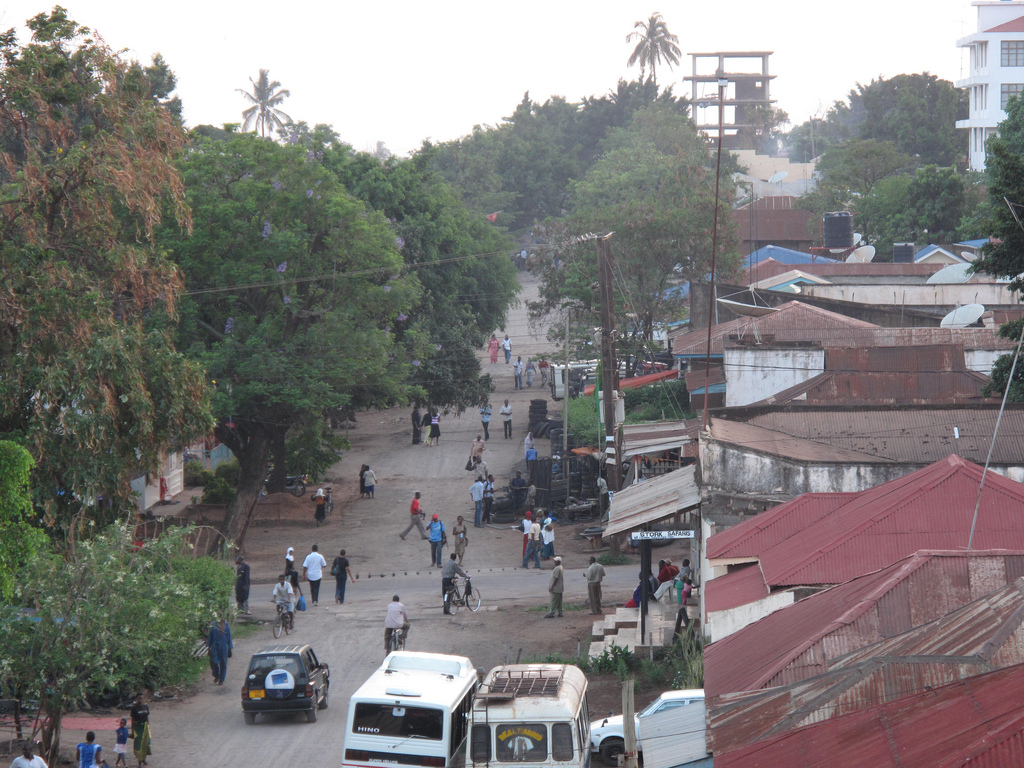
Straatbeeld
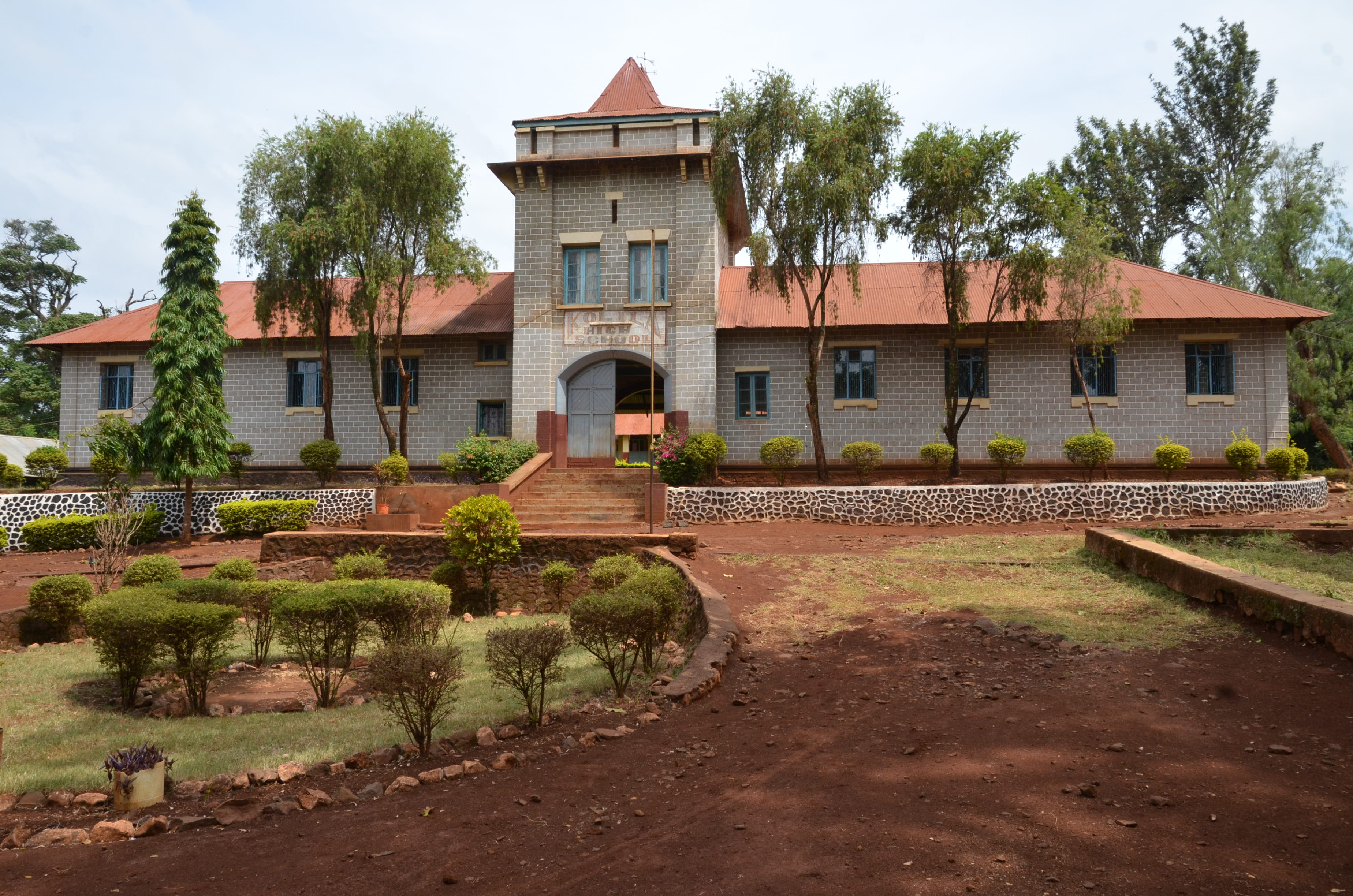
Voormalige Duitse kazerne, omgevormd tot school
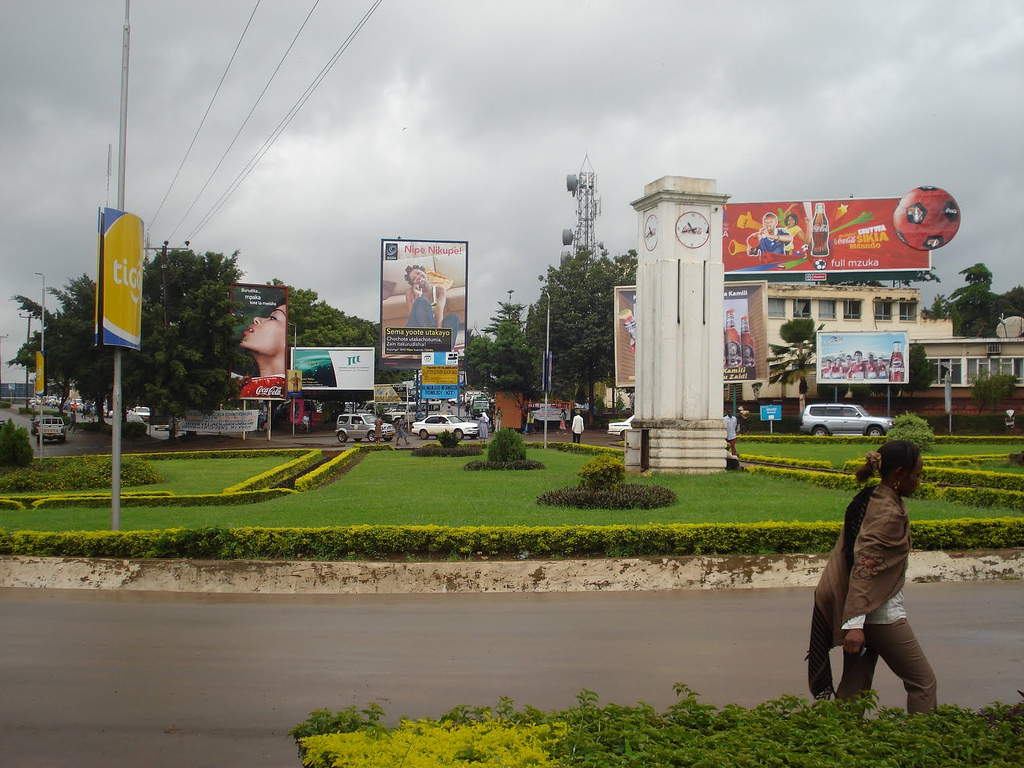
Klokkentoren
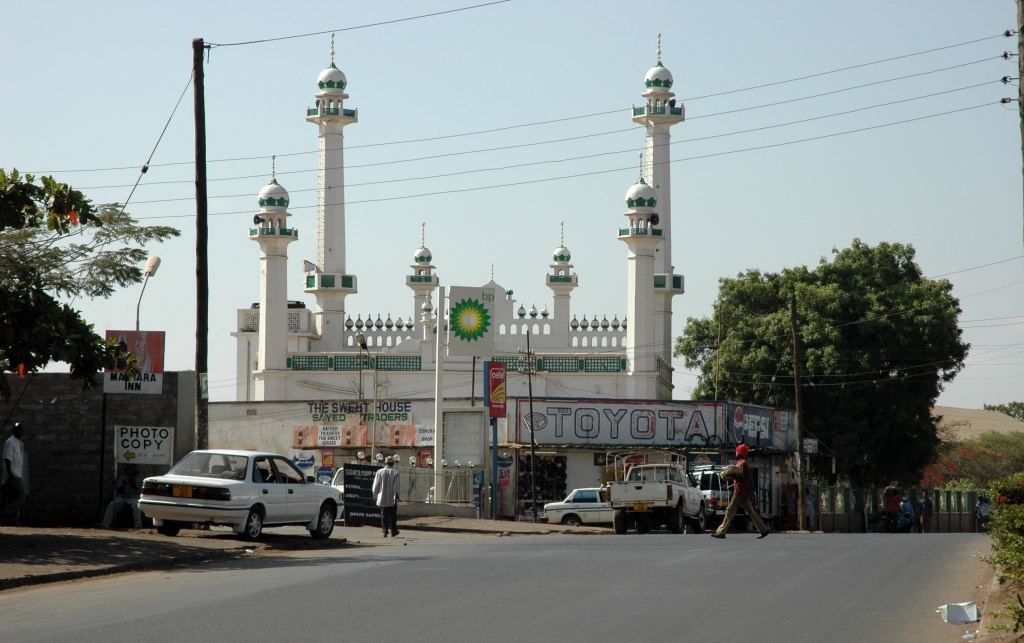
Moskee van Moshi
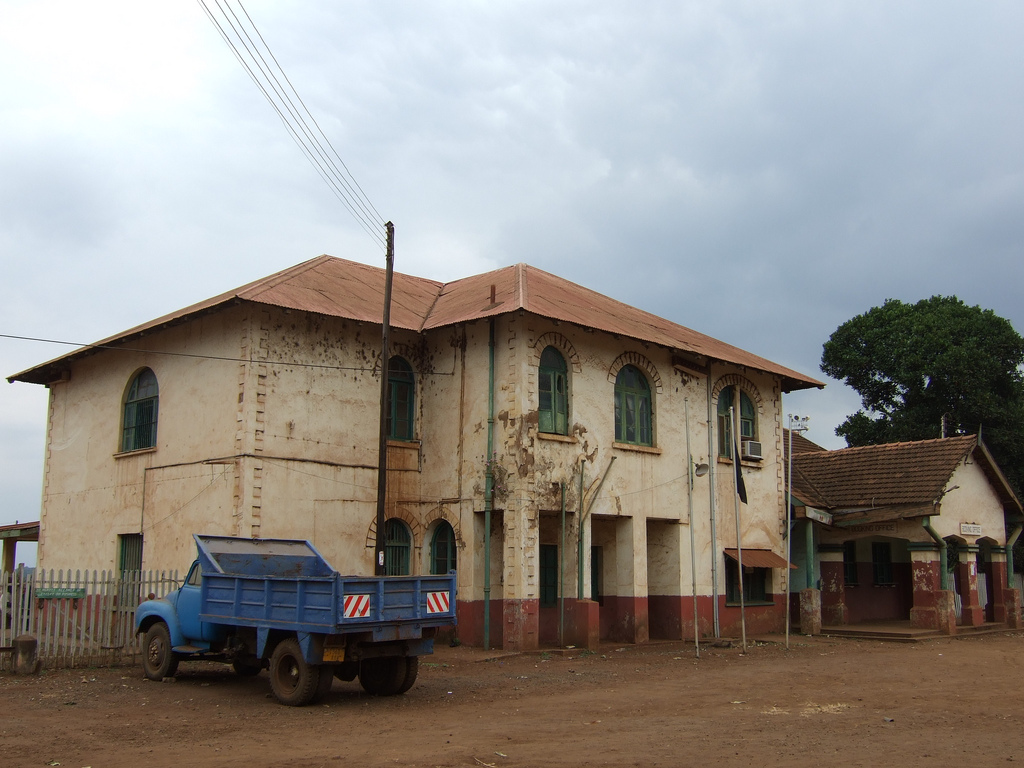
Treinstation van Moshi